# Federação Capixaba de Basquetebol
A Federação Capixaba de Basquetebol (Fecaba) é uma entidade do basquetebol no Espírito Santo. É filiada a Confederação Brasileira de Basketball (CBB).
Foi fundada em abril de 2004 pelos clubes Saldanha da Gama, Álvares Cabral e Ítalo-Brasileiro, substituindo a antiga Federação Espírito-santense de Basquete (FESB), criada em 1980. Seu primeiro presidente foi Gilberto Profilo. A partir de abril de 2005 passou a exercer a presidência Telmo Riomar que comandou a entidade até 2015.